# 凯莉·麦凯
凯莉·麦凯（英語：Caeli McKay，1999年6月25日—），加拿大女子跳水运动员。她曾代表加拿大参加2019年泛美运动会跳水比赛，获得一枚金牌和一枚银牌。她也曾参加2020年夏季奥林匹克运动会。